# Майхос, Кристи
Кри́сти Пи́тер Ма́йхос (англ. Christy Peter Mihos, Хри́стос Ми́хос, греч. Χρήστος Π. Μίχος; 13 июня 1949, Броктон, Массачусетс, США — 25 марта 2017, Стюарт, Флорида, США) — американский политик-республиканец и бизнесмен, член комиссии Массачусетской платной автодороги (1999—2004), независимый кандидат в губернаторы Массачусетса (2006), возможный кандидат от Республиканской партии для участия в выборах губернатора Массачусетса (2010).

## Биография

### Ранние годы, семья и образование
Родился в семье греков выходцев из Спарты и Митилини (Греция). В начале XX века в Броктон прибыли тысячи греческих иммигрантов.
С четырёх лет работал в семейном супермаркете, где раскладывал яйца в коробки, сортировал бутылки и выбрасывал мусор.
Учился в греческой дневной школе. Был служкой в церкви, а также членом Греческой православной молодёжи Америки (GOYA). Пел в хоре и играл в церковной баскетбольной команде.
С детства отец Кристи поощрял его играть на гитаре, саксофоне, кларнете и бузуки. Хорошо играл на последних двух. Однажды Кристи довелось посетить концерт «Trio Belcanto», самого знаменитого в то время греческого музыкального коллектива США.
В возрасте десяти лет впервые посетил Грецию после того, как выиграл поездку в эту страну, написав эссе под названием «Битва при Марафоне».
Окончил среднюю школу в Броктоне и Стоунхилл-колледж в Истоне со степенью бакалавра в области менеджмента.
В 1980-х годах был председателем совета управляющих греческой православной церкви в Кохассете. В период руководства Майхоса церковь пережила один из своих наиболее успешных финансовых периодов.

### Карьера

#### Бизнес
Майхос был владельцем сети магазинов «шаговой доступности» «Christy’s Markets» на полуострове Кейп-Код. Первый магазин в Броктоне был открыт в 1934 году его дедом Христосом Михосом, иммигрантом из Греции. В 1960-е годы отец и дядя Майхоса, Питер и Джеймс К. Майхосы, расширили свой бизнес, создав сеть магазинов.
В 1970-е годы Майхос и его брат Джим стали управляющими сетью: первый был президентом и CEO, а второй занимал должности COO и казначея. В 1980 году они приобрели сеть небольших магазинов «Sunny Corner Farms», что расширило бизнес на 33 магазина в Большом Бостоне. На пике развития предпринимательской деятельности сеть состояла из 144 магазинов по всей территории штатов Массачусетс, Род-Айленд и Мэн.
В мае 1998 года братья продали 142 магазина крупной сети «7-Eleven», однако Кристи Майхос выкупил обратно восемь магазинов на Кейп-Коде вместе с некоторым недвижимым имуществом.
В 2009 году продал последние 11 магазинов на Кейп-Коде компании «Hess Corp.».

#### Политика
В 1990 году баллотировался от Республиканской партии в Сенат Массачусетса. Хотя Майхос считался наиболее вероятным на избрание республиканцем среди преимущественно продемократически настроенном населении таких городов как Уэймут и Маршфилд, тем не менее его поддержка охраны окружающей среды и права на аборт, а также готовность повысить налоги и финансирование некоторых политиков-демократов, стали причиной того, что некоторые республиканцы считали его слишком либеральным. Майхос проиграл праймериз консервативному активисту Роберту Хедлунду, уступив последнему на три голоса. Впоследствии Хедлунд выиграл на всеобщих выборах.
В 1999 году губернатор Массачусетса Пол Селуччи назначил Майхоса вице-председателем проекта строительства Массачусетской платной автодороги. Во время пребывания в этой должности Майхос часто конфликтовал с председателем Мэтью Аморелло по ряду вопросов, касающихся бюджета Большой траншеи и излишних расходов. В 2001 году, после голосования за отсрочку повышения платы за проезд и стремления расторгнуть контракт с генеральным подрядчиком компанией «Bechtel», Майхос и директор Джордан Леви были уволены и. о. губернатора Джейн Свифт. Майхос подал в суд, заявив, что у губернатора не было полномочий увольнять их. В конечном итоге Верховный суд Массачусетса вынес решение в пользу Майхоса, после чего он и Леви были восстановлены в своих должностях. Позднее Майхос подал иск на Свифт в связи с нарушением его права на свободу слова, предусмотренного Первой поправкой к Конституции США. Это дело было урегулировано в федеральном окружном суде Массачусетса выплатой истцу 197 000 долларов.
В качестве члена комиссии Массачусетской платной автодороги до 2004 года, также являлся попечителем Университета Массачусетса.
В конце 2005 года объявил о том, что, возможно, выдвинет свою кандидатуру на пост губернатора Массачусетса в 2006 году. После того как Митт Ромни сообщил о том, что не будет добиваться переизбрания, Майхос решил участвовать в выборах. Вице-губернатор Керри Хили, другой претендент на пост губернатора от Республиканской партии, получила поддержку со стороны Ромни и большинства республиканского руководства штата, поэтому он решил баллотироваться как независимый кандидат, о чём сообщил 2 марта 2006 года. На следующий день он провёл собрание в Капитолии штата Массачусетс, чтобы официально объявить о своей кандидатуре.
В 2008 году объявил о своём намерении участвовать в выборах губернатора Массачусетса 2010 года от Республиканской партии. На партийном съезде в апреле 2010 года Чарли Бейкер получил 89 % голосов делегатов, что позволило ему избежать праймериз с участием Майхоса.
Был членом Ордена святого апостола Андрея и носил оффикий (титул) «архонта актуариоса» Вселенского Патриархата Константинополя.

### Смерть
25 марта 2017 года, спустя четыре недели после жалобы на желудочные боли, Кристи Майхос умер от рака поджелудочной железы. Врачи, поставившие ему диагноз, сообщили о том, что рак распространился на мочевой пузырь и печень. По причине поздней стадии рака он отказался от дальнейшего лечения и лёг в хоспис.

## Личная жизнь
В 1974—2013 годах был женат на Андреа Михос (дев. Аргирос), в браке с которой имел дочь Эшли и сына Кристи.